# 吉隆藁本
吉隆藁本（学名：Ligusticum gyirongense）是伞形科藁本属的植物，是中国的特有植物。分布在中国大陆的西藏等地，多生长于高山针叶林缘草地，目前已由人工引种栽培。